# Luiziana
Luiziana ist ein brasilianisches Munizip in der Mitte des Bundesstaats Paraná. Es hat 6.553 Einwohner (2022), die sich Luizianenser nennen. Seine Fläche beträgt 917 km². Es liegt 747 Meter über dem Meeresspiegel.

## Etymologie
Der Gründer benannte den Ort nach seiner Mutter Luiza und seiner Tochter Maria Luiza.

## Geschichte

### Besiedlung
1947 ließen sich einige Familien aus dem Süden von Paraná und aus Rio Grande do Sul in der Ortschaft nieder und gründeten die Siedlung. Sie waren mehrheitlich Posseiros (Landbesetzer). Vor allem wegen der fehlenden Straßen hatten sie große Schwierigkeiten zu überwinden.
Auf Initiative der Regierung wurde eine Gleba (Großgrundbesitz) in Parzellen von 10 bis 300 Alqueires (24 bis 720 ha) aufgeteilt. Mit dem Zuzug weiterer Familien und der Notwendigkeit, sich an das Wachstum der Siedlung anzupassen, wurde 1952 die von der Präfektur von Campo Mourão vorbereitete Aufteilung der landwirtschaftlichen Parzellen umgesetzt. Die Posseiros mussten das Land nach und nach verlassen.

### Erhebung zum Munizip
Luiziana wurde durch das Staatsgesetz Nr. 8549 vom 25. September 1987 aus Campo Mourão ausgegliedert und in den Rang eines Munizips erhoben. Es wurde am 1. Januar 1989 als Munizip installiert.

## Geografie

### Fläche und Lage
Luiziana liegt auf dem Terceiro Planalto Paranaense. Seine Fläche beträgt 917 km². Es liegt auf einer Höhe von 747 Metern.

### Geologie und Böden
Die Böden bestehen aus fruchtbarer Terra-Roxa.

### Vegetation
Das Biom von Luiziana ist Mata Atlântica.

### Klima
Das Klima ist gemäßigt warm. Es werden hohe Niederschlagsmengen verzeichnet (1922 mm pro Jahr). Die Klimaklassifikation nach Köppen und Geiger lautet Cfa. Im Jahresdurchschnitt liegt die Temperatur bei 20,0 °C.

### Gewässer
Luiziana liegt zu drei Vierteln im Einzugsgebiet des Ivaí. Das südwestliche Viertel des Munizipgebiets wird über den Rio Tricolor zum Piquirí entwässert. Der Corumbataí-Nebenfluss Rio Formoso und sein linker Zufluss Rio Chupador bilden die südöstliche Grenze des Munizips.

### Straßen
Luiziana wird von der BR-487 durchquert. Die Kernstadt ist über die PR-553 mit ihr verbunden.

### Nachbarmunizipien
| Campo Mourão |                                             | Barbosa Ferraz |
| Mamborê      | Kompassrose, die auf Nachbargemeinden zeigt |                |
|              | Roncador                                    | Iretama        |

## Stadtverwaltung
Bürgermeister: Wilson Antonio Tureck, PSD (2021–2024)
Vizebürgermeister: Marcio Fin, PL (2021–2024)

## Demografie

### Bevölkerungsentwicklung
| Jahr | Einwohner | Stadt | Land |
| ---- | --------- | ----- | ---- |
| 1991 | 9.103     | 35 %  | 65 % |
| 2000 | 7.540     | 55 %  | 45 % |
| 2010 | 7.315     | 65 %  | 35 % |
| 2022 | 6.553     |       |      |

Quelle: IBGE, bis 2010: Volkszählungen und Volkszählung 2022

### Ethnische Zusammensetzung
| Gruppe * | 1991    | 2000    | 2010    | wer sich als …                                                                   |
| --- | ------- | ------- | ------- | -------------------------------------------------------------------------------- |
| Weiße | 52,5 %  | 51,1 %  | 51,8 %  | weiß bezeichnet                                                                  |
| Schwarze | 1,8 %   | 1,7 %   | 3,7 %   | schwarz bezeichnet                                                               |
| Gelbe | 0,2 %   | 0,1 %   | 0,3 %   | von fernöstlicher Herkunft wie japanisch, chinesisch, koreanisch etc. bezeichnet |
| Braune | 45,4 %  | 46,5 %  | 44,0 %  | braun oder als Mischung aus mehreren Gruppen bezeichnet                          |
| Indigene | 0,0 %   | 0,4 %   | 0,1 %   | Ureinwohner oder Indio bezeichnet                                                |
| ohne Angabe | 0,1 %   | 0,3 %   | 0,0 %   |                                                                                  |
| Gesamt | 100,0 % | 100,0 % | 100,0 % |                                                                                  |
| *) Anmerkung: Das IBGE verwendet für Volkszählungen ausschließlich diese fünf Gruppen. Es verzichtet bewusst auf Erläuterungen. Die Zugehörigkeit wird vom Einwohner selbst festgelegt. |         |         |         |                                                                                  |

Quelle: IBGE (Stand: 1991, 2000 und 2010)